# تگزاس ۳
تگزاس ۳ فیلمی ایرانی در ژانر کمدی اکشن به کارگردانی سید مسعود اطیابی، تهیه‌کنندگی سید ابراهیم عامریان و نویسندگی حمزه صالحی محصول سال ۱۴۰۳ است. این فیلم دنبالهٔ تگزاس ۱ و تگزاس ۲ است.
این فیلم در ۸ خرداد ۱۴۰۳ در سینماهای ایران اکران شده است.

## خلاصه داستان
پس از ماجرای مجسّمه‌های حاوی کوکائین در قسمت قبلی شروع می‌شود. جایی که ساسان (سام درخشانی) و بهرام (پژمان جمشیدی) می‌بایست باقی مجسّمه‌ها را پیدا کنند تا مشکل امنیتی و گروگانگیری برادر آلیس (گابریلا پتری) حل شود.

## بازیگران
| بازیگر           | شخصیت             |
| ---------------- | ----------------- |
| مهدی هاشمی       | بابک کشکولی       |
| ژاله صامتی       | سوری              |
| سام درخشانی      | ساسان کریمی       |
| پژمان جمشیدی     | بهرام کشکولی      |
| گابریلا پتری     | آلیس              |
| آدریانو تولوزا   | لوئیس             |
| سید جواد هاشمی   | آرش کلانی         |
| محمدجواد جعفرپور | بهرامی            |
| نعیمه نظام‌دوست   | فرشته             |
| سام نوری         | رئیس تروریست‌ها    |
| سیاوش چراغی‌پور   | جمشید             |
| حامد وکیلی       | ناصر              |
| لادن ژاوه وند    | طلعت دست چب       |
| داوود شیرعلی     | رئیس پلیس فرودگاه |
| غلامرضا فرج‌زاده  | دکتر پائولو گومز  |
| ساعد هدایتی      | رئیس پلیس         |

## انتشار
در ابتدا قرار بود تگزاس ۳ در تاریخ ۲ خرداد ۱۴۰۳ اکران شود. اما به دلیل عزای عمومی و تعطیلی سینماها برای سانحه سقوط بالگرد در ورزقان اکران این فیلم شش روز به تعویق افتاد.

## آینده
عامریان دربارهٔ ساخت دنباله‌های بعدی گفت: «ما از همان ابتدا تگزاس را یک پنجگانه درنظر گرفته بودیم و صرفاً فروش خوب فیلم‌ها منجر به این نشد که ما همین روند را ادامه دهیم. درنتیجه ساخت تگزاس ۴ و تگزاس ۵ را هم در برنامه تولید خودمان داریم. اگر شرایط به خوبی پیش برود تولید تگزاس ۴ را سال آینده شروع می‌کنیم.»